# Хайят Тахрир аш-Шам
Хайят Тахрир аш-Шам (ХТШ; араб. هيئة تحرير الشام‎ — «Организация освобождения Леванта») — суннитская джихадисткая террористическая организация, участвовавшая в гражданской войне в Сирии на стороне сирийской оппозиции. ХТШ была признана террористической организацией в ряде стран, в том числе в США, Турции, России.
С декабря 2024 года после свержения династии Асадов и партии Баас фактически является правящей организацией в Сирии. Распущена 29 января 2025 (как группировка) и влита в сирийское министерство обороны для формирования новых вооружённых сил Сирии.

## Идеологическое течение
«Салафитский джихадизм» —  основная идеология ХТШ . Абу Джабер Шейх, известный ученый и глава Совета шуры Тахрир аш-Шама, несколько раз подвергался арестам со стороны баасистского режима, обвинявшегося в приверженности салафитско-джихадистским убеждениям .
В 2005 году он был заключен в тюрьму Седная и освобожден в 2011 году вместе с несколькими заключенными-джихадистами, которые позже сформировали салафитские повстанческие группировки во время гражданской войны в Сирии .

В интервью, данном документалисту PBS Frontline Мартину Смиту, Ахмед аш-Шараа аль-Джулани заявил относительно религиозных доктрин и политических целей Тахрир аш-Шам :
Я считаю, что для того, чтобы ограничить описание ХТШ исключительно салафитами или джихадистами, нужно провести продолжительное обсуждение. И я не хочу сейчас это комментировать, потому что это потребует долгих исследований и изучения. Сегодня мы пытаемся говорить об исламе в его истинном понимании, об исламе, который стремится распространять справедливость и стремится к созиданию и прогрессу, а также к защите женщин и сохранению их прав, а также к образованию. Итак, если мы согласны с тем, что на освобожденных территориях действует исламское правление, мы говорим, что там, по милости Аллаха, есть университеты, полные студентов, две трети из которых — женщины. В школах обучается более 450 000–500 000 учеников. На освобожденных территориях полностью функционируют больницы, а люди работают на строительстве городов и прокладке дорог. Другие пытаются создать экономическую систему, позволяющую людям жить безопасно и мирно. И есть судебная система, которая стремится вернуть людям их права, а не только наказать нарушителей, как думают некоторые люди, когда слышат, что это исламская или салафитская группировка.
Деврон Хайни и Джером Патрик утверждают, что главным идеологическим течением ХТШ является  «Салафизм», но чтобы получить одобрение других деноминаций, главари ХТШ пошли на уступки :
За доминированием Хайят Тахрир аш-Шам последовала политика постепенного открытия и мейнстриминга. Группировке пришлось открыться местным общинам и пойти на уступки, особенно в религиозной сфере. ХТШ стремится к международному признанию, развивая стратегическое партнерство с Турцией и желая начать диалог с западными странами. В целом, ХТШ трансформировалась из бывшей салафитско- джихадистской организации в организацию с новым мейнстримным подходом к исламу.
18 июня 2019 года ХТШ опубликовала заявление с соболезнованиями бывшему президенту Египта Мухаммеду Мурси в связи с его смертью в египетском заключении .

## История
Организация была образована 28 января 2017 года, на фоне продолжающийся сирийской гражданской войны, в результате слияния различных оппозиционных сил — Джебхат Фатх аш-Шам (ранее Джебхат ан-Нусра), Джебхат Ансар ад-Дин, Джейш ас-Сунна, Лива аль-Хакк и Нур ад-Дин аз-Зенки. После объявления присоединились дополнительные группы и отдельные лица. К 2017 году объединённую группу возглавлял Джебхат Фатх аш-Шам и бывшие лидеры Ахрар аш-Шам, хотя верховное командование также имеет представительство других групп. Джебхат Ансар ад-Дин и Нур ад-Дин аз-Зенки с тех пор отделились от Тахрир аш-Шам.
Хайят Тахрир аш-Шам заявляла о верности «Правительству спасения Сирии», которое является альтернативным правительством сирийской оппозиции в мухафазе Идлиб.
В то время как организация официально присоединяется к салафитской школе, Высший совет фатвы Правительства спасения Сирии, которому она религиозно привержена, также состоит из улемов ашаритских и суфийских традиций. В своей правовой системе и учебной программе ХТШ внедряет шафиитскую мысль и учит важности четырёх классических суннитских мазхабов (юридических школ) в исламской юриспруденции.
После формирования ХТШ в организации произошла внутренняя борьба, в результате которой были отстранены, либо ликвидированы сторонники Аль-Каиды, в основном состоящие из саудовцев, иорданцев, тунисцев и других иностранцев. Таким образом ХТШ взяла курс на «сириизацию» организации. В Идлибе ХТШ занималась созданием стабильной гражданской администрации, которая предоставляет услуги и связывается с гуманитарными организациями в дополнение к поддержанию правопорядка. Стратегия Тахрир аш-Шам была основана на расширении её территориального контроля в Сирии, установлении управления и мобилизации народной поддержки. В 2017 году ХТШ разрешила турецким войскам патрулировать Северо-Западную Сирию в рамках соглашения о прекращении огня, при посредничестве в ходе переговоров в Астане. Её политика привела её в конфликт с Хурас ад-Дин, сирийским крылом Аль-Каиды. В 2022 году ХТШ насчитывала около 6000-15 000 членов.
27 ноября 2024 года отряды ХТШ стали одной из главных сил в ходе наступления сирийской оппозиции против правительственных войск Башара Асада. В результате стремительного наступления под контроль ХТШ перешли сначала крупные города — Аллепо, Хама. А в ночь на 8 декабря 2024 в оппозиционные силы под предводительством ХТШ заняли столицу Сирии — Дамаск, что ознаменовало падение режима Асадов в стране.

## Статус организации
На основании ранней связи с Аль-Каидой, 31 мая 2018 года ХТШ была признана террористической организацией Государственным департаментом США.
В августе 2018 года Турция признала организацию террористической. Несмотря на это, турецкая армия продолжала сотрудничество с организацией, рассматривая их как союзников в борьбе с остатками Аль-Каиды, Исламского государства и других джихадистских военизированных групп.
4 июня 2020 года решением Верховного суда РФ ХТШ была признана террористической организацией и запрещена в России.

## Структура

### Группы, входящие в Хайят Тахрир аш-Шам
- Джебхат Фатх аш-Шам
- Ансар аш-Шам
- Лива аль-Мухаджирин валь-Ансар
- Аджнад аль-Кавказ
- Катаиб Ибад ар-Рахман
- Мальхама Тактикал
- Лива аль-Хакк
- Джейш ас-Сунна
- Кавафиль Шухада
- Лива Аббас
- «Свободные люди центральной горы»
- Сарая Аль-Акса
- Катиба Асвад аль-Харб
- Бригада Львов Милостивого
- Джаамат Фурсан аль Сунна
- Джемати Албан
- Лива Тамкин
- Катиба Ахмад Афсана
- Катиба Талибан
- Лива шахид Мухаммад аль-Асфурах
- Асаад аль-Хиляфа
- Лива Абу Ислам
- Лива аль-Хаттаб
- Лива Хузайфа ибн аль-Яман
- Катиба Фурсан аш-Шам
- Катиба Рия аль-Джаннат
- Джамаат Г’ураба
- Катиба Таухид уаль-джихад